# ATP Challenger Kasan-2
Das ATP Challenger Kasan (offizieller Name: Kazan Kremlin Cup) war ein Tennisturnier in Kasan, das 2010 zum ersten Mal ausgetragen wurde. Es war Teil der ATP Challenger Tour und wurde in der Halle auf Hartplatz gespielt.

## Liste der Sieger

### Einzel
| Jahr | Sieger               | Finalgegner           | Ergebnis      |
| ---- | -------------------- | --------------------- | ------------- |
| 2016 | Tobias Kamke         | Aslan Karazew         | 6:4, 6:2      |
| 2015 | Aslan Karazew        | Konstantin Krawtschuk | 6:4, 4:6, 6:3 |
| 2014 | Marsel İlhan         | Michael Berrer        | 7:66, 6:3     |
| 2013 | Alexander Nedowessow | Andrei Golubew        | 6:4, 6:1      |
| 2012 | Jürgen Zopp          | Marius Copil          | 7:64, 7:64    |
| 2011 | Marius Copil         | Andreas Beck          | 6:4, 6:4      |
| 2010 | Michał Przysiężny    | Julian Reister        | 7:65, 6:4     |

### Doppel
| Jahr | Sieger                                | Finalgegner                          | Ergebnis          |
| ---- | ------------------------------------- | ------------------------------------ | ----------------- |
| 2016 | Aljaksandr Bury Igor Zelenay (2)      | Konstantin Krawtschuk Philipp Oswald | 6:2, 4:6, [10:6]  |
| 2015 | Michail Jelgin Igor Zelenay (1)       | Andrea Arnaboldi Matteo Viola        | 6:3, 6:3          |
| 2014 | Flavio Cipolla Goran Tošić            | Wiktor Baluda Konstantin Krawtschuk  | 3:6, 7:5, [12:10] |
| 2013 | Radu Albot Farrux Doʻstov             | Jahor Herassimau Dsmitryj Schyrmont  | 6:2, 6:73, [10:7] |
| 2012 | Sanchai Ratiwatana Sonchat Ratiwatana | Aljaksandr Bury Mateusz Kowalczyk    | 6:3, 6:1          |
| 2011 | Yves Allegro Andreas Beck             | Michail Jelgin Alexander Kudrjawzew  | 6:4, 6:4          |
| 2010 | Jan Mertl Juri Schtschukin            | Tobias Kamke Julian Reister          | 6:2, 6:4          |